# 德尔菲卡 (米开朗基罗)
德尔菲卡（Sibilla Delfica）是意大利文艺复兴大师米开朗基罗在梵蒂冈宗座宫内西斯汀小堂绘制的五位西比拉之一，位于西斯汀小堂天花板第一跨，绘制于 1508年至1510年，尺寸350 x 380 cm，由儒略二世订制。

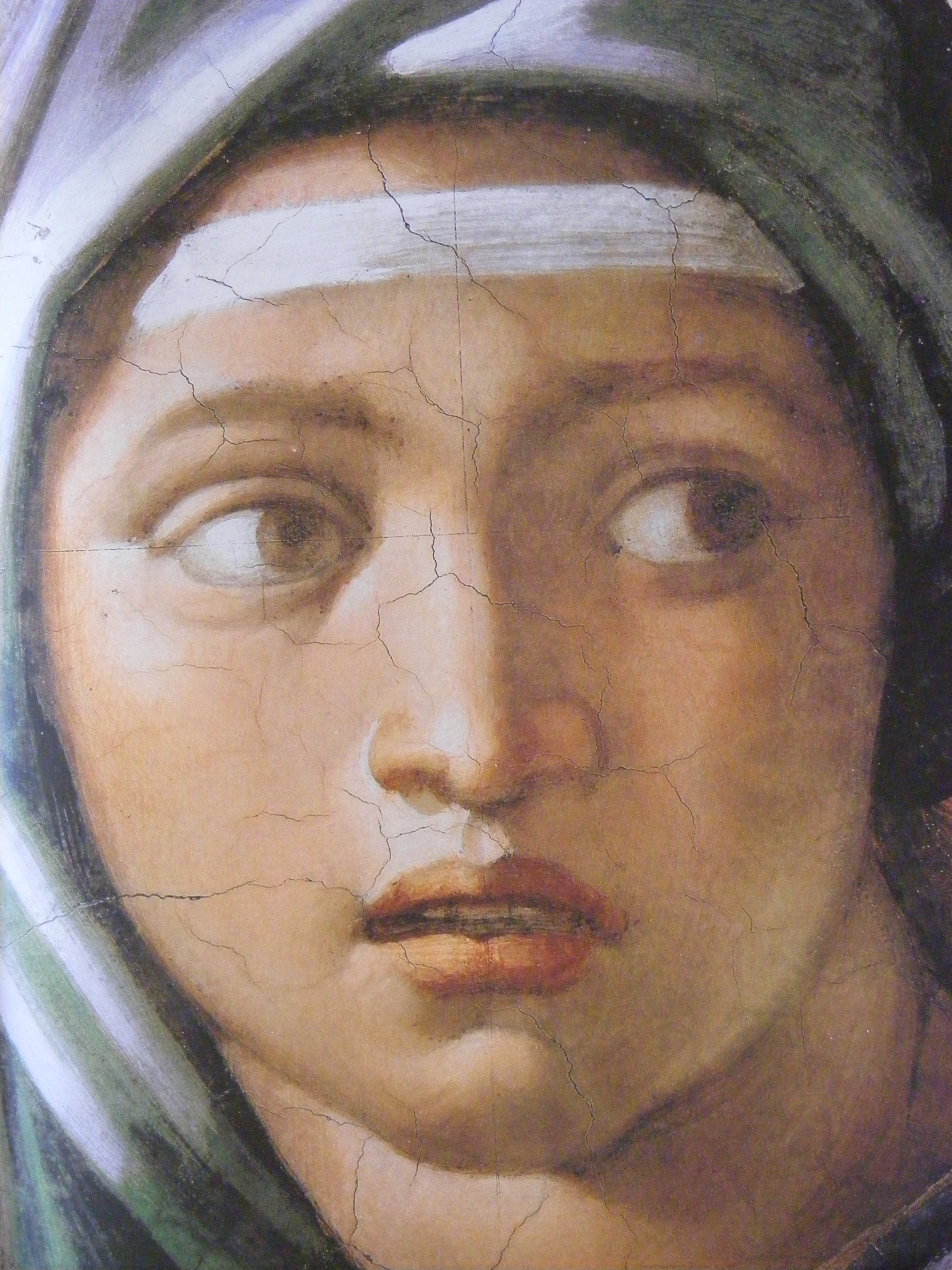

画中人物的身体在扭转方向，左臂抬起，目光转向前方，带着惊讶的表情，仿佛看到主的降临，证实了预言。
1964年6月16日，在米开朗基罗逝世四周年之际，梵蒂冈邮报发行了一枚以这幅画为题材的邮票，面值30里拉。

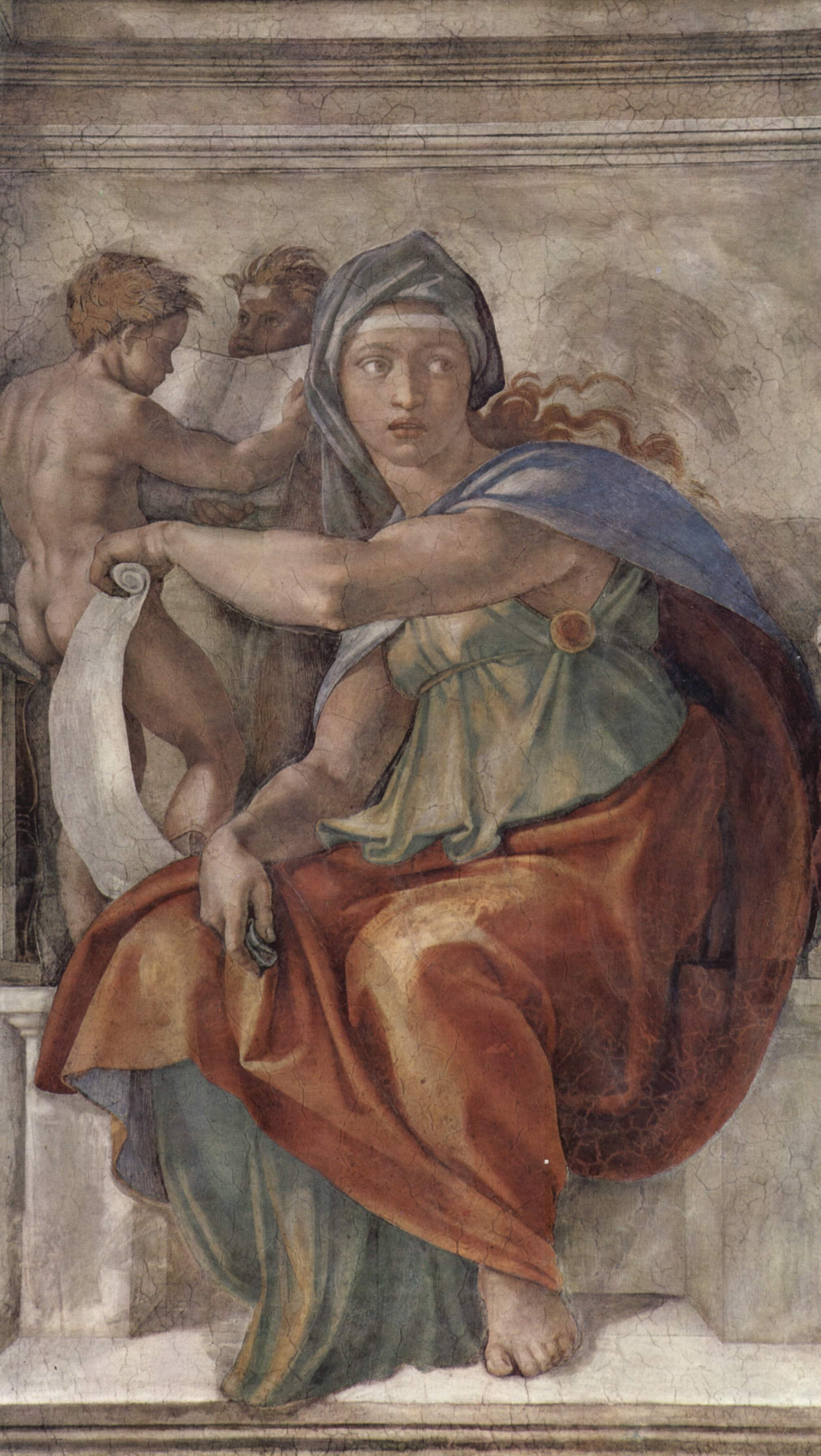
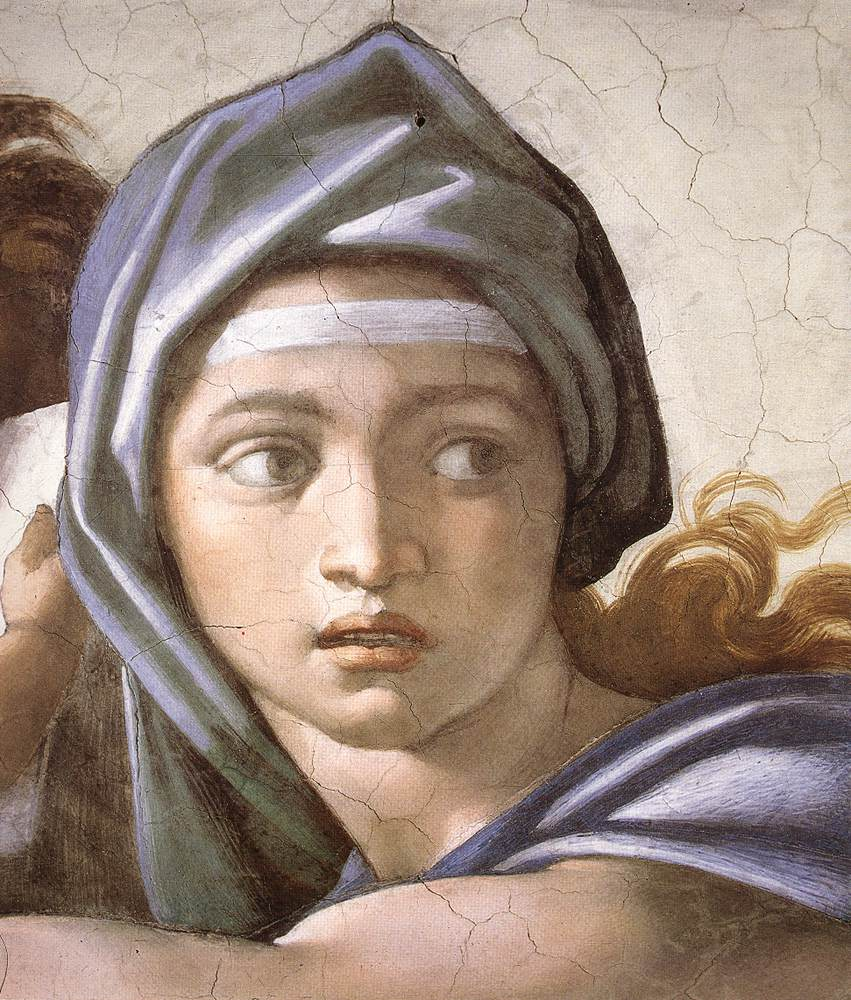
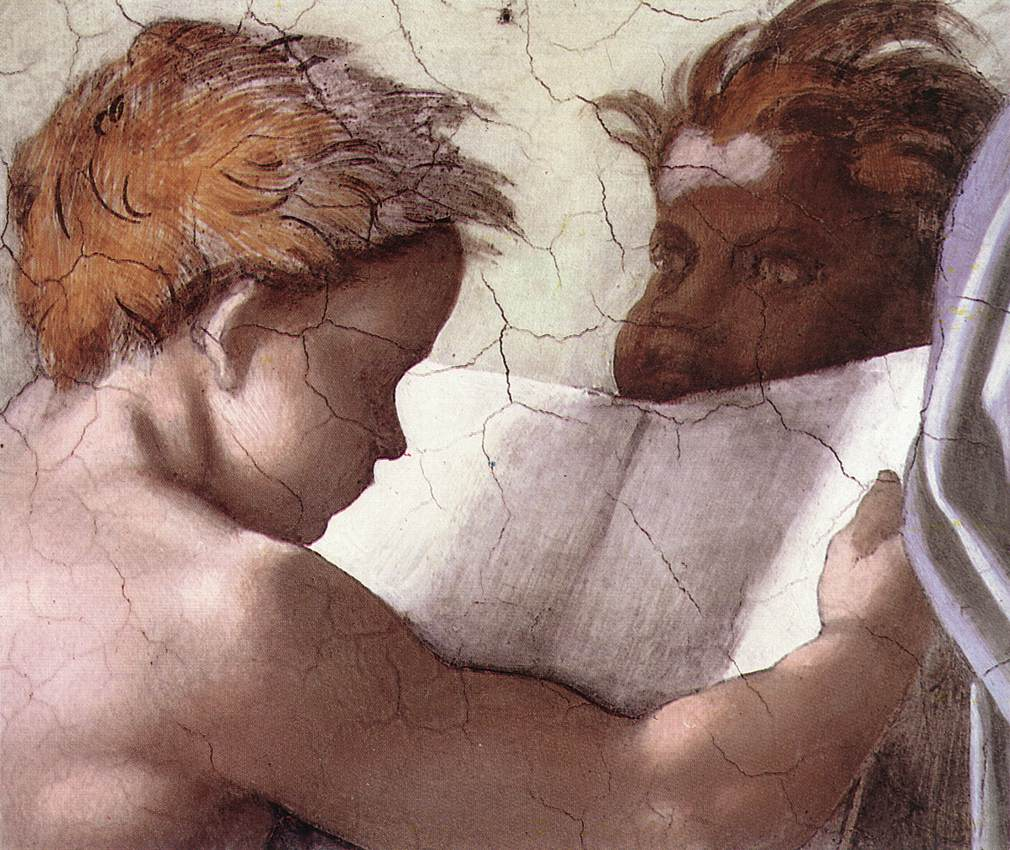